# Johann Anton Hemberger

Hans Hemberger

Johann Anton Hemberger, genannt Hans Hemberger, (* 8. August 1911 in Heusenstamm; † 29. April 2008 ebenda) war ein deutscher Bauingenieur und Architekt. Er war von 1956 bis 1977 Bürgermeister der südhessischen Stadt Heusenstamm.

## Leben
Johann Anton wurde in Heusenstamm geboren. Seine Eltern Johann Josef und Josefine Hemberger (geb. Daub) hatten außer ihm noch zwei weitere Kinder.
Am 9. Mai 1956 wurde der gelernte Baumeister und spätere Diplom-Ingenieur zum parteilosen Bürgermeister der Stadt Heusenstamm gewählt und blieb insgesamt 21 Jahre im Amt, bis er 1977 aus Altersgründen in Pension ging. Die Ehrenämter des Schiedsmanns und Ortsgerichtsvorstehers hatte er darüber hinaus noch weitere 21 Jahre inne.
Im Januar 1977 wurde ihm durch den damaligen Bundespräsidenten Walter Scheel zunächst das Bundesverdienstkreuz am Bande verliehen. Im August 1991 folgte, als höchste Anerkennung seiner Leistungen um Stadt und Land, die Verleihung des Bundesverdienstkreuzes 1. Klasse durch den dann amtierenden Bundespräsidenten Richard von Weizsäcker. Zu den besonderen Verdiensten, die zu den genannten Auszeichnungen führten, gehören vor allem die Entwicklung der Gemeinde Heusenstamm vom Dorf zur Stadt, seine Umweltschutzaktivitäten und sein großes Engagement für ein vereintes Europa.
Hans Hemberger war über 70 Jahre (31. Mai 2006, Gnadenhochzeit) mit Josefine Hemberger (geb. Gerhardt, 28. April 1915 – 26. April 2008) verheiratet und starb nur drei Tage nach ihrem Tod. Mit ihr hatte er zwei Söhne, außerdem sieben Enkel und zehn Urenkel.

## Weitere Auszeichnungen
- Ehrenplakette der Stadt Heusenstamm (verliehen 1971)
- Ehrenbrief des Landes Hessen (verliehen 1974)
- Silbernes Brandschutzehrenzeichen des Landes Hessen am Bande (verliehen 1976)
- Ehrenbürgerrecht der Stadt Heusenstamm (verliehen 1977)
- Ehrenbezeichnung „Altbürgermeister“ der Stadt Heusenstamm (verliehen 1977)
- Umweltpreis 2001 des Kreises Offenbach (verliehen 2002)
- diverse Auszeichnungen und Ehrenurkunden verschiedener Verbände und Vereine
- Benennung der Straßen eines Heusenstammer Wohngebietes als „Hans-Hemberger-Straße“

| Personendaten    | Personendaten                            |
| ---------------- | ---------------------------------------- |
| NAME             | Hemberger, Johann Anton                  |
| ALTERNATIVNAMEN  | Hemberger, Hans                          |
| KURZBESCHREIBUNG | deutscher Bauingenieur und Bürgermeister |
| GEBURTSDATUM     | 8. August 1911                           |
| GEBURTSORT       | Heusenstamm                              |
| STERBEDATUM      | 29. April 2008                           |
| STERBEORT        | Heusenstamm                              |